# Отель «Люкс»
«Отель Люкс» (нем. Hotel Lux) — фильм-комедия немецкого режиссёра Леандера Хаусмана.

## Сюжет
В берлинском кабаре с успехом идёт представление комиков-звёзд Ганса Цайсига и Зигги Майера. Переодевшись Сталиным и Гитлером, они танцуют и поют. Однажды Ганс знакомится с Фридой, подругой Зигги по компартии, в которую мгновенно влюбляется. Идёт 1933 год, власть Гитлера крепнет. Коммунистка Фрида и Зигги уходят в подполье. Спустя несколько лет Гансу приходится бежать по поддельным документам в СССР. В московской гостинице «Люкс», где обитают члены Коминтерна, он неожиданно встречает свою любимую. Ганса по ошибке принимают за личного астролога Гитлера и вынуждают предсказывать будущее Сталину.

## В ролях
| Актёр                | Роль             |
| -------------------- | ---------------- |
| Михаэль Хербиг       | Ганс Цайзиг      |
| Юрген Фогель         | Зигфрид Майер    |
| Текла Рютен          | Фрида фон Оортен |
| Валерий Гришко       | Иосиф Сталин     |
| Александр Сендерович | Николай Ежов     |
| Юрай Кукура          | Василий Ульрих   |
| Кшиштоф Драч         | Лаврентий Берия  |
| Геннадий Венгеров    | Андрей Упит      |
| Томас Тиме           | Георгий Димитров |
| Аксель Вандтке       | Вальтер Ульбрихт |
| Маттиас Бреннер      | Вильгельм Пик    |
| Штеффи Кюнерт        | Лотта Кюн        |
| Иоганн Адам Оэст     | Валетти          |
| Роберт Долле         | Иоганнес Бехер   |
| Хольгер Хандтке      | Риббентроп       |
| Якоб Кен             | Молотов          |

## Награды
- МКФ в Риме — приз жюри
- Bavarian Film Awards — «Лучший продюсер»
- German Film Awards — номинации «Лучший художник-постановщик», «Лучшие костюмы», «Лучший грим»
- Romy Gala, Austria — «Лучший оператор»